# Calommata sundaica
Calommata sundaica DOLESCHALL, 1859 è un ragno appartenente al genere Calommata della Famiglia Atypidae.
Il nome deriva dall'aggettivo greco καλός, kalòs, che significa bello, e dal sostantivo greco ὄμμα, ὄμματος, omma, ommatos, cioè occhio, ad indicare la disposizione degli occhi e la loro minore compattezza. Da notare al riguardo che il plurale greco òmmata è stato poi latinizzato ed è quindi da considerarsi di genere femminile, non neutro plurale, sulla falsariga di Micrommata, come indicato in letteratura dall'aracnologo H. Don Cameron.
Il nome proprio deriva dall'aggettivo di forma latina sundaicus, che significa appartenente alle Isole della Sonda, luogo di ritrovamento principale di questa specie.

## Caratteristiche
In questa specie sono state osservate in dettaglio 4 spermateche, ciascuna con diversi ricettacoli terminali stipati a guisa di cavolfiore, caratteristica poi rinvenuta anche in C. simoni e in C. signata

## Comportamento
Come tutti i ragni del genere Calommata, anche questa specie vive in un tubo setoso parallelo al terreno, per una ventina di centimetri circa seppellito e per altri 8 centimetri fuoriuscente. Il ragno resta in agguato sul fondo del tubo: quando una preda passa sulla parte esterna, le vibrazioni della tela setosa allertano il ragno che scatta e la trafigge, per poi rompere la sua stessa tela, portarsi la preda nella parte interna e cibarsene..

## Distribuzione
L'areale di rinvenimento di questa specie è legato alle zone boscose interne delle Grandi Isole della Sonda, in particolare Giava e Sumatra. Nel 2007, l'aracnologo Gershom Levy ne scoprì e descrisse alcuni esemplari rinvenuti sorprendentemente in territorio israeliano, alquanto lontano dall'areale principale.